# جون نيف
جون هنري نيف (بالإنجليزية: John Neff)‏ (12 سبتمبر 1887-8 نوفمبر 1938) طبيب ولاعب كرة قدم أمريكي ومدرب. في عام 1909، شغل منصب مدرب كرة القدم في جامعة فرجينيا.